# ساموئل خاچیکیان
ساموئل خاچیکیان (ارمنی: Սամուէլ Խաչիկեան؛ ۲۹ مهر ۱۳۰۲ – ۳۰ مهر ۱۳۸۰) کارگردان، تدوینگر، نویسنده، آهنگساز فیلم و تهیه‌کنندهٔ ایرانی ارمنی‌تبار بود. او یکی از تأثیرگذارترین کارگردان‌ها در سینمای ایران به‌شمار می‌رود، تا آنجا که به وی لقب «هیچکاکِ ایران» داده شده است. همچنین، از او به‌عنوان «استاد دلهره و وحشتِ» سینمای ایران نام برده شده است.
دوستان و همکارانِ خاچیکیان او را با نامِ «سام وِل» نیز می‌شناختند. او در آغازِ راهِ سینمای ایران با هنر و دانسته‌های خود به یاری این هنر و صنعت آمد و توانایی فنی خود را با به فرجام رساندن فیلم شب‌نشینی در جهنم (۱۳۳۶) نشان داد و سپس با طوفان در شهر ما (۱۳۳۷) سینمای ایران را با سبکِ ویژهٔ خود آشنا کرد.
خاچیکیان، که از نیمه‌های فیلم بازگشت تدوین فیلم‌هایش را خود به دست گرفته بود، در نورپردازی و کار فیلم‌بردارانش دخالت می‌کرد، و موسیقی فیلم‌هایش را خود برمی‌گزید. به گفتهٔ خودش، او همهٔ این‌ها را برپایهٔ برداشت و دریافت درونی انجام می‌داد. «نورپردازی جنایی» زبانزدی بود که خود او برای فیلم‌هایی همچون چهارراه حوادث (۱۳۳۳)، طوفان در شهر ما (۱۳۳۷)، فریاد نیمه‌شب (۱۳۴۰)، یک قدم تا مرگ (۱۳۴۰)، دلهره (۱۳۴۱)، ضربت (۱۳۴۳) و سرسام (۱۳۴۴) به‌کار می‌برد.
خاچیکیان را می‌توان از پیشگامان نام‌آور سینمای ایران دانست و کمتر کارگردان ایرانی مانند او در درازای سه دهه (۱۳۵۰–۱۳۳۰) به‌گونه‌ای پیوسته و پرکار درگیر فیلم‌سازی بوده است. او در زمره نخستین کارگردانان ایرانی بود که عناصر تکنیکی را برای سینما به کار برد و با دکوپاژ سر صحنه فیلمبرداری می‌رفت. به عنوان فیلم‌سازی نوآور، ساخت فیلم‌های جنایی را در ایران به راه انداخت و نخستین پیش‌پرده تاریخ سینمای ایران را برای فیلم دختری از شیراز (۱۳۳۳) ساخت و ده‌ها زمینه فنی دیگر را آزمود. بسیاری از بازیگران نامدار سینمای ایران با بازی در کارهای خاچیکیان به سینما آمدند و برخی از فیلم‌هایش هم چون ضربت (۱۳۴۳) و عقاب‌ها (۱۳۶۳) از کارهای پرفروش زمان نمایش خود بودند.
شناخته‌ترین فیلمی که خاچیکیان پس از انقلاب کارگردانی کرد عقاب‌ها (۱۳۶۳) بود، که یکی از برترین کارهای سینمای دفاع مقدس لقب گرفت. او در درازنای نزدیکِ ۵۰ سال کار در سینمای ایران ۴۶ فیلمِ بلندِ سینمایی ساخت و شماری فیلمِ دیگر را تدوین کرد.

## زندگی شخصی

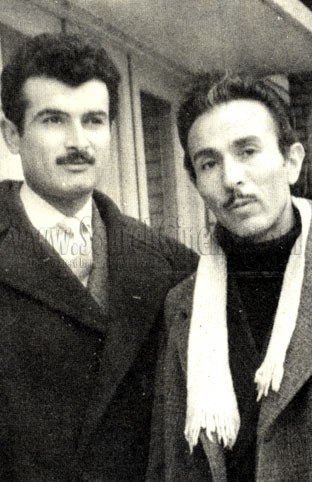
خاچیکیان در پشت صحنه فیلم دختری از شیراز – ۱۳۳۳

ساموئل خاچیکیان در روز دوشنبه ۲۹ مهر ۱۳۰۲ برابر با ۲۲ اکتبر ۱۹۲۳ میلادی در شهر تبریز از پدر و مادری مهاجر ارمنی به دنیا آمد. پدرش آرسن، دانش‌آموخته زبان و ادبیات از دانشگاه خاربرت (ترکیه) بود و در نخستین جمهوری ارمنستان به نمایندگی مجلس رسید ولی با آغاز انقلاب اکتبر روسیه به ایران مهاجرت کرد و از سیاست کناره گرفت و در تبریز به خرید و فروش قالی روی آورد. ساموئل سوّمین فرزندِ خانواده بود و به انگیزه یک کتابخانه بزرگ در خانه پدری و دلبستگی به موسیقی در خانواده، به این زمینه‌ها گرایش پیدا کرد. در نه سالگی نخستین شعرش را سرود که این شعر با نام «زندان» (به ارمنی: բանտ) در روزنامه آلیک (به ارمنی: Ալիք օրաթերթ) چاپ شد. در سال ۱۳۱۷ خورشیدی، در سن چهارده سالگی در نمایش «سویل» در «تئاتر شیر و خورشید» باغ ملی تبریز بازی کرد. رخدادهای ایران در دههٔ بیست خورشیدی – همانند حضور متفقین، به قدرت رسیدن فرقه دمکرات در تبریز و غائلهٔ پیشه‌وری – یک بار دیگر خانواده خاچیکیان را وادار به کوچ کرد و ساموئل در بیست سالگی به تهران آمد.
در سال ۱۳۳۶، پس از آمدن خانواده‌اش به تهران، همراه با گروهی از دست اندر کاران تئاتر همچون آرامائیس آقامالیان، آرمان هوسپیان، مادام یلنا و ژوزف واعظیان، «گروه تئاتری جوانان ارامنه» را در تهران پایه‌ریزی کرد. این گروه، سالنی در محوطهٔ کلیسای مریم مقدس در «خیابان قوام‌السلطنه شمالی» (میرزا کوچک خان فعلی) دایر کرد که با نمایشی از ساموئل با عنوان «سارا» افتتاح شد.
خاچیکیان دارای کارشناسی علوم اجتماعی، تاریخ و باستان‌شناسی بوده و مدت هشت ماه نیز به وسیله نامه با یکی از مدرسه‌های سینمایی در پاسادنا در ایالات متحده آمریکا تماس داشت. همسر او، رُزالین نام داشت و تنها پسرشان، ادوین خاچیکیان، بعدها دستیار تدوینگر شد. او دو برادر با نام‌های سیراک خاچیکیان (نوازنده برجسته ویولن) و سوریک (سورن) خاچیکیان (صداگذار سینما) (۱۳۷۴–۱۳۰۵) و یک خواهر داشت.

## فعالیت هنری
خاچیکیان در طول دوران فعالیت سینمایی‌اش چهره‌های بسیاری را به سینمای ایران شناساند که بعدها هر یک، هنرمندان برجسته‌ای در این زمینه شدند؛ از بازیگرانی همچون آرمان هوسپیان، عبدالله بوتیمار، ویدا قهرمانی، فرانک میرقهاری، ویگن، رضا بیک ایمانوردی تا بهروز وثوقی، پوری بنایی، ناصر ملک‌مطیعی و محمدعلی فردین و نیز بازیگرانی چون جلال پیشوائیان، جمشید هاشم‌پور و رضا رویگری که در سینمای خاچیکیان به عنوان هنرپیشه مطرح گردیدند.

### دهه آغازین فعالیت سینمایی
نخستین فیلم خاچیکیان با نام بازگشت در سال ۱۳۳۱ ساخته شد و در ۹ آبان ۱۳۳۲ به نمایش همگانی درآمد. این فیلم با دعوت ساناسار خاچاطوریان، تهیه‌کننده سینما، ساخته شد و آغازگر فعالیت سینمایی خاچیکیان به‌شمار می‌آمد. او پیشتر، در سال ۱۳۳۰، پس از دیدن آگهی پذیرش بازیگری «سینما دیانا»، به «استودیو دیانا» رفته و با خاچاطوریان و سرژ آزاریان، از کارگردانان نامدار آن هنگام، آشنا شده بود. چندی پس از این آشنایی بود که خاچیکیان قراردادی با آن استودیو برای فیلم بازگشت بست.

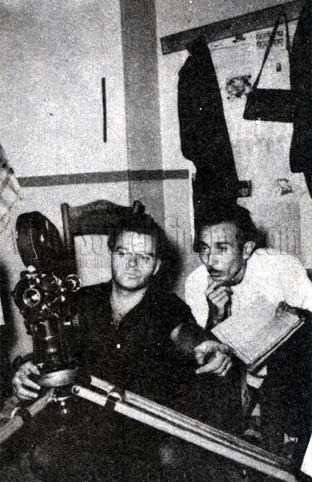
خاچیکیان در پشت صحنه فیلم خون و شرف – ۱۳۳۴

شش ماه پس از بازگشت، دومین فیلم خاچیکیان (محصول «دیانا فیلم») با نام دختری از شیراز در ۱۲ اردیبهشت ۱۳۳۳ به نمایش درآمد. این فیلم اقتباسی بود از نمایشنامه «عایشه»، که پیشتر خاچیکیان بر صحنه برده بود. به دلیل مخالفت اداره سانسور با نام عایشه، خاچیکیان عنوان دختری از شیراز را برای فیلم خود برگزید. این فیلم علاوه بر استقبال تماشاگران، مورد توجه اهل نقد نیز قرار گرفت. او پیش از فعالیت در سینما، در سال ۱۳۲۴ داستانی به نام «برده‌های خاکستری» در روزنامه آلیک به چاپ رسانده بود که دستمایه او برای فیلم دختری از شیراز شد. او ساخت فیلم را مشروط به بازی فرح پناهی (عافیت پور)، که به تازگی از وین بازگشته بود و صدای گرمی داشت، کرد. این فیلم نزدیک به سه ماه بر پرده بود و پرفروش‌ترین فیلم سال شد.
دختری از شیراز نخستین فیلم ایرانی است که برای آن آنونس ساخت شد. خاچیکیان این آنونس را از راش‌های فیلم ساخت. همچنین نخستین فیلمی است که مونتاژ و دیگر زحمت‌های فنی در آن به خوبی انجام گرفت. با نمایش فیلم دختری از شیراز در سال ۱۳۳۳ سینمای ایران باب تازه‌ای از فیلم‌سازی را مقابل خود نظاره گشت. طغرل افشار در شماره ۳ پیک سینما به تاریخ ۱۸ خرداد ماه ۱۳۳۳، «ظهور کارگردان واقعی سینمای ایران» را تبریک گفت.
خاچیکیان سوّمین فیلم خود در استودیو دیانا را در سال ۱۳۳۳ جلو دوربین برد. او فیلم چهارراه حوادث را بر اساس نمایشنامه سارا که خود نوشته بود، کارگردانی کرد. نمایش سارا پیش‌تر در سال ۱۳۲۹ در «تئاتر فردوسی» به نمایش درآمده بود. این فیلم از ۲۹ اسفند ۱۳۳۳ به مدت ۶۶ شب در پنج سینمای هما، دیانا رویال، ونوس و مایاک نمایش داده شد. علی‌رغم ضعف‌های فنی، چهارراه حوادث در نخستین فستیوال سینمایی ایران با نام «گلریزان» تحسین بسیاری را برانگیخت و جوایز بهترین کارگردانی و بهترین بازیگر مرد (برای آرمان هوسپیان) را به دست آورد. نام پیشین این فیلم، «نوروز خونین» بود. چهارراه حوادث همچنین نخستین فیلم پلیسی سینمای ایران به‌شمار می‌رود.
واپسین فیلم خاچیکیان در استودیو دیانا، خون و شرف (۱۳۳۳) بود که یک فیلم جنگی با بودجه بالا به‌شمار می‌آمد. این فیلم دربارهٔ نبرد نیروهای ژاندارمری با چپاول گران یک روستای دورافتاده در خراسان بود. فیلم‌برداری در فریدون‌کنار، مازندران، انجام گرفت. خون و شرف قرار بود یک «حماسه ملی–میهنی» باشد و تهیه‌کنندگان آن (ساناسار خاچاطوریان و شاهرخ رفیع) امید زیادی به آن بسته بودند؛ به ویژه که گفته می‌شد در نخستین شب اکران آن، محمدرضا شاه پهلوی نیز حضور خواهد داشت و احتمال دارد به فرمان او، عوارض شهرداری برای این فیلم لغو بشود. با این حال هیچ‌کدام از این خواسته‌ها برآورده نشد. خود خاچیکیان هم از خون و شرف خاطره و دل خوشی نداشت و به گفته‌اش «اوج دوران حزب‌بازی و مشت تکان دادن‌ها بود و فیلم، بایکوت شد و فروش نکرد.» در فاصله تعطیل شدن دیانا فیلم و تأسیس آژیرفیلم (۱۳۳۶)، خاچیکیان به درخواست مهدی میثاقیه برای سروسامان دادن به فیلم شب‌نشینی در جهنم به استودیو بدیع رفت.

شب‌نشینی در جهنم

شب‌نشینی در جهنم شاخص‌ترین فیلمی بود که در سال ۱۳۳۶ به روی پرده رفت. ساختن این فیلم در «استودیو بدیع» ده ماه طول کشید، و دو نفر آن را کارگردانی کردند. کارگردان نخست موشق سروری بود که بر اثر اختلاف با میثاقیه، تهیه‌کنندهٔ فیلم، کار را در میانه راه رها کرد. خاچیکیان که به عنوان کارگردان دوم برگزیده شده بود، بیشترین قسمت فیلم را ساخت. البته موفقیت و شهرت شب‌نشینی در جهنم مرهون موشق سروری بود چرا که دکورهای عظیم فیلم را او ساخته بود و سبب فروش خوب فیلم شد. در فیلم همچنین از رقص راک اند رول استفاده شده بود. در این فیلم عزت‌الله وثوق و رضا ارحام صدر نفش آفرینی کردند.
شب‌نشینی در جهنم در ۱ آذر ۱۳۳۶ به نمایش درآمد. بنا بر برنامه‌ریزی‌های قبلی، در تیتراژ فیلم نامی از خاچیکیان نبود اما در مراسم افتتاحیه فیلم (سانس اول سینمای ایران)، او نیز به همراه با سروری بر صحنه رفت و به عنوان کارگردان جایزه گرفت.
در تیرماه سال ۱۳۳۷، فیلم در بخش رسمی جشنواره فیلم برلین به نمایش درآمد این نخستین فیلم از سینمای ایران بود که در جشنواره‌ای بین‌المللی حضور پیدا می‌کرد.
در بهار سال ۱۳۳۶، پس از نیمه تعطیل شدن استودیوی دیانا فیلم، خاچیکیان با همکاری ژوزف واعظیان و شاهرخ رفیع، استودیوی جداگانه‌ای به نام «آژیرفیلم» بنیان نهادند.
نخستین فیلمی که خاچیکیان پس از راه‌اندازی آژیرفیلم ساخت، طوفان در شهر ما (۱۳۳۶) بود. این فیلم را واهاک فیلمبرداری کرد. خاچیکیان باز هم فیلم‌نامهٔ آن را بر پایه یکی از داستان‌های خود تنظیم کرد. حضور بازیگران معروف – همچون حسین دانشور، آرمان هوسپیان، روفیا و ویدا قهرمانی – ترانه‌های ویگن و الهه، فضاسازی، نورپردازی، و به ویژه صداگذاری حرفه‌ای باعث شد که در فروردین سال ۱۳۳۷، استقبال بسیار زیادی از فیلم شود.

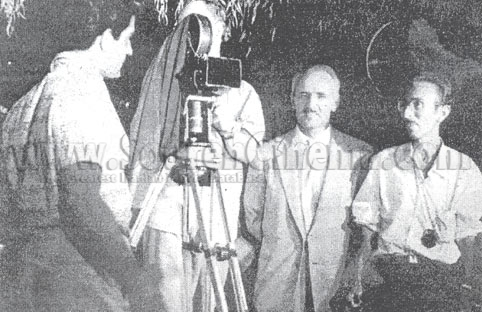
ساموئل خاچیکیان در پشت صحنه تپه عشق – ۱۳۳۸

پس از طوفان در شهر ما، خاچیکیان دو فیلم دیگر در با نام‌های قاصد بهشت (۱۳۳۸) و تپه عشق (۱۳۳۸) در آژیرفیلم ساخت، که به لحاظ شکل و محتوا ربطی به «سینمای خاچیکیان» نداشتند. خود او هم چندان علاقه‌ای به این دو فیلم و نگرانی از بازگویی عقیده‌اش نداشت.
«این دو فیلم را صرفاً به خاطر مشکلات مالی استودیو تهیه کردیم و کارهایی بود که به من تحمیل شد.»
قاصد بهشت فیلمی طنز بود که پنج بار توقیف شد. یک بار به علت صحنه‌های برهنگی در کنار دریا، یک بار به دلیل گفتگوهای زشت، یک بار پوشیدن لباس پیشاهنگی توسط منصور سپهرنیا و بار دیگر به خاطر نقش یک قاضی ساده‌لوح، که قضات آن را توهین به خود تلقی کردند. دلیل پنجم را کسی جز توقیف کنندگان ندانست با این همه این فیلم در چهار هفته به نمایش درآمد. فیلم‌نامهٔ قاصد بهشت را حسین مدنی نگاشت و بازیگران آن نصرت‌الله وحدت، ایرن، بهمنیار و سپهرنیا بودند.
با توقیف قاصد بهشت، آژیرفیلم ورشکست شد. شاهرخ رفیع کنار رفت و یک تهیه‌کنندهٔ دیگر، شهریار شهریاری، جای او را گرفت. تلاش خاچیکیان برای نجات آژیرفیلم تا آنجا پیش رفت که باعث شد او فیلمی کم محتوا در مدت زمان بسیار کوتاه بسازد. به گفته او،
«... من مجدداً برای دلسوزی و نجات دادن آژیرفیلم، در یک شب تا صبح سناریویی نوشتم به اسم تپهٔ عشق … و آن را در مدتی کمتر از دو هفته ساختم و همان‌طور که در خاطرات خودم نوشته‌ام، از آن به عنوان دومین اشتباه زندگی‌ام یاد کرده‌ام… نباید این فیلم را می‌ساختم.»
تپه عشق هم به اعتبار نام خاچیکیان و بازیگرانش، ویگن و فرانک میرقهاری، خرجش را درآورد اما دوستداران «سینمای خاچیکیان» را به کلی دلسرد و نومید ساخت.

### سینمای جنایی

فریاد نیمه شب - ۱۳۴۰

در سال ۱۳۴۰، خاچیکیان با دو فیلم هیجان‌انگیز فریاد نیمه شب (۱۳۴۰) و یک قدم تا مرگ (۱۳۴۰) پیشگام جریان جنایی‌سازی در سینمای ایران شد. خاچیکیان به گفته خود بسیار به سینمای دلهره‌آور جهان علاقه داشت و در عمل نیز با فیلم‌های جنایی–پلیسی به اوج کار خود رسید. از آن پس، خاچیکیان را «هیچکاک ایران» لقب دادند. دلبستگی عمیق خاچیکیان به آفرینش ترس و هیجان در دو فیلمی که در این سال کارگردانی کرد به خوبی نمایان است.
سینما حافظ در سال ۱۳۴۰ با حضور گروهی از نویسندگان، منقدان هنری، خبرنگاران جراید سرشناسان افتتاح شد. برنامهٔ افتتاحیه، نمایش فیلم یک قدم تا مرگ به کارگردانی خاچیکیان بود. در مراسم گشایش، محسن هشترودی، ریاضی‌دانان نامی ایرانی، از خاچیکیان تجلیل کرد. در همان سال یک قدم تا مرگ در نظرسنجی مطبوعاتی بهترین فیلم سینمایی سال برگزیده شد.

دلهره - ۱۳۴۱

دلهره (۱۳۴۱) دنبالهٔ راهی بود که خاچیکیان با فریاد نیمه شب و یک قدم تا مرگ گشود. این فیلم هیاهوی بسیاری برانگیخت و منتقدان ادعا کردند که دلهره از روی فیلم شیاطین ساخته آنری-ژرژ کلوزو کپی شده است. اما خاچیکیان ضمن رد این اتهام، دیدن فیلم کلوزو را نیز تکذیب کرد. دلهره را ژوزف واعظیان در استودیو آژیرفیلم تهیه کرد و فیلمبردار آن قدرت‌الله احسانی بود. در این فیلم آرمان، ایرن، بوتیمار، رضا بیک ایمانوردی، و هاله بازی می‌کردند.
فیلم ضربت (۱۳۴۳)، به کارگردانی خاچیکیان در جشنوارهٔ فیلم‌های سینمایی ایران در سال ۱۳۴۴ نمایش داده شد و پس از فیلم عروس فرنگی ساخته نصرت اله وحدت مقام دوم را به دست آورد و برندهٔ شیر نقره‌ای شد.

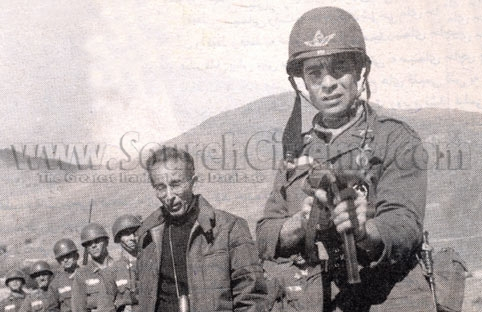
ساموئل خاچیکیان، بهروز وثوقی در پشت صحنه فیلم خداحافظ تهران - ۱۳۴۵

با خداحافظ تهران (۱۳۴۵)، خاچیکیان در انتخاب موضوع و شکل پرداختن فیلم‌های بعدی‌اش دچار سرگردانی شد. با قبضه شدن بازار فیلم توسط موج گنج قارون (۱۳۴۴) و بعد از آن با قیصر (۱۳۴۸) سینمای خاچیکیان از رونق افتاد و دورهٔ فیلم جنایی به سر رسید.
یکی از حاشیه‌های این فیلم، مرگ مادر خاچیکیان در هنگام تهیه این فیلم بود.
«مادرم در اثر سوتفاهمی که هنگام مونتاژ خداحافظ تهران رخ داد، سکته کرد. من چندین روز برای اینکه فیلم را زودتر آماده کنم بدون خبر، چندین روز در مکانی به مونتاژ آن مشغول بودم و اصلاً گذر زمان را حس نمی‌کردم. مادرم نگران شده بود و به او به نادرست خبر داده بودند که ساموئل دچار حادثه شده است. مادرم طاقت نیاورد و دچار سکته قلبی گردید. من از مرگ مادرم به هم ریختم، زندگی ام دچار تلاطم شد. من دیگر هیچ کاری نمی‌توانستم بکنم».

### دهه ۱۳۴۰ و ۱۳۵۰

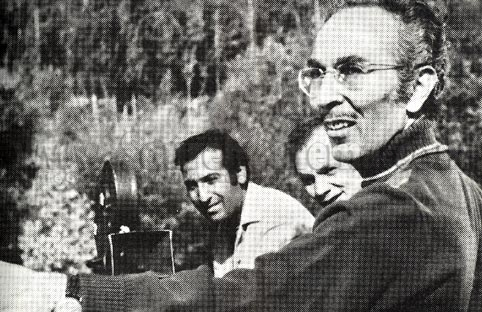
ساموئل خاچیکیان در پشت صحنه فیلم قصه شب یلدا - ۱۳۴۹

ساموئل در سال ۱۳۴۷ فیلم ببر مازندران را با شرکت امامعلی حبیبی، قهرمان ایرانی کشتی جهان، ساخت. این فیلم در تاشکند، ایروان و سایر شهرهای شوروی به نمایش درآمد و آن گروه از قهرمانان کشتی جهان که فیلم را دیدند برای ساموئل هدایایی فرستادند.

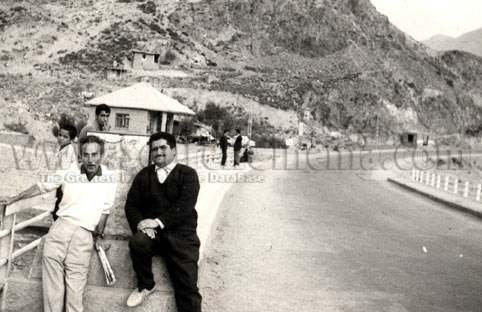
ساموئل خاچیکیان در پشت صحنه فیلم ببر مازندران - ۱۳۴۷

در سال ۱۳۴۷ سیامک پورزند جشنواره‌ای ویژه فیلم‌های خاچیکیان برگزار کرد که بسیار مورد توجه منتقدان و صاحب‌نظران قرار گرفت. در این جشنواره ۹ فیلم از خاچیکیان به نمایش درآمد.
در دهه ۵۰ خورشیدی، خاچیکیان با کارگردانی فیلم‌های دیوار شیشه‌ای (۱۳۵۰؛ فیلم کمدی)، بوسه بر لب‌های خونین (۱۳۵۲) و کوسه جنوب (۱۳۵۶) هر دو در ژانر حادثه‌ای، مرگ در باران (۱۳۵۳) و اضطراب (۱۳۵۴) هر دو در ژانر پلیسی، و انفجار (۱۳۵۷ نمایش داده نشد) به فعالیت سینمایی خویش ادامه داد. او فیلم دیوار شیشه‌ای را با سرمایه شخصی خویش ساخت که البته فروش بالایی هم نداشت. این فیلم پس از آن ساخته شد که خاچیکیان خود، سازمان سینمایی مشعل را تأسیس کرد.

### دهه ۱۳۶۰ و ۱۳۷۰
خاچیکیان پس از پیروزیِ انقلابِ ۱۳۵۷ چند سالی بیکار بود. پس از انقلاب و در دههٔ ۱۳۷۰ با مشارکت پسرش، ادوین، دفتر تولید «یاران فیلم» را ایجاد کرد.
سالِ ۱۳۶۰ با گروهِ تئاترِ مردمی از تهران به جلفای نو اصفهان رفت و نمایشِ گیکور را از روی داستانی به همین نام از هوهانس تومانیان چندین شب اجرا کرد.
با عقاب‌ها بازگشتِ موفقی به سینما داشت: عقاب‌ها نخستین و جدّی‌ترین فیلم دربارهٔ جنگ ایران و عراق بود و سالِ ۱۳۶۴ فروشِ خوبی در تهران داشت و درحالی‌که جمعیت ایران نزدیک به ۴۵ میلیون تن بود، ۱۸ درصد به دیدن فیلم رفتند و فیلم به فروشی معادل ۷۳۸٬۶۲۰٬۰۰۰ تومان رسید. هرچند فروش این فیلم به عنوان فیلمی در ژانر دفاع مقدس خوب بود، اما منتقدان معتقدند که استقبال از عقاب‌ها به خاطر ریتم سریع و اکشن فیلم بوده است نه درونمایه‌هایی که بعدها در سینمای دفاع مقدس ادامه یافت.

عقاب‌ها

خاچیکیان پس از موفقیت همه‌جانبه عقاب‌ها به سراغ ساخت فیلمی پلیسی به نام یوزپلنگ (۱۳۶۴) رفت و تمامی تلاش خود را برای ساخت فیلمی پلیسی با هویتی ایرانی به خرج داد، اما به علت ضعف‌های آشکار فیلم‌نامه به نتیجه مناسبی ختم نشد. از همین‌جا نیز روند نزولی فیلم‌سازی وی آغاز شد و به فیلم‌های ضعیفی همچون چاووش (۱۳۶۹)، مردی در آینه (۱۳۷۱) و بلوف (۱۳۷۲) منتهی شد.
چاووش نمونه‌ای از سینمای موسوم به عرفانی است که به علت فیلم‌نامه ضعیف هیچگاه به مفهوم مورد نظر نزدیک نشد. محل فیلمبرداری این فیلم در روستای کدیر در شهرستان نوشهر بود.
مردی در آینه که در سال‌های اولیه دهه ۱۳۷۰ ساخته شد، بازگشت دوباره فیلم‌ساز به سینمای مورد علاقه‌اش بود که در آن، زوایای خاص دوربین و موسیقی نقشی کلیدی داشته است. اما نکته مهمی که وی از آن غافل شد گذشت زمان، پیشرفت سینما و به تبع آن تماشاگران در چند دهه پیش از آن بود که به شلیک خنده آن‌ها در سالن‌های سینما منجر شد. معماهای خاچیکیان در این فیلم از مدت‌ها پیشتر حل شده و دیگر جذابیتی برای مخاطبان نداشت. همچنین بازی‌های مهشید افشارزاده و رضا رویگری در نقش‌های اصلی فیلم «اغراق‌آمیز» یاد شده‌اند. این اتفاق نیز به شکلی خفیف‌تر در رابطه با بلوف (۱۳۷۲) رخ داد؛ اگرچه خسرو شکیبایی در نقش اصلی آن بازی می‌کرد. بلوف واپسین فیلمی بود که خاچیکیان کارگردانی کرد.
خاچیکیان در سال‌های ۷۸–۱۳۷۷ در صدد برآمد در آخرین فعالیت هنری خویش، فیلم شک را بر اساس فیلم‌نامه‌ای از داوود موثقی کارگردانی کند که به دلیل بیماری موفق به پایان بردن آن فیلم نشد و ادامه کار را به موثقی و پسر خود، ادوین سپرد. این فیلم در سال ۱۳۸۰ به نمایش عمومی درآمد.

## بیشترین همکاری
همکاری و دوستی ساموئل و آرمان به سوابق تئاتریِ این دو نفر بازمی‌گشت. آرمان هنرپیشهٔ صحنه‌های تئاترهایی بود که ساموئل کارگردانی می‌کرد. این دو نفر در تئاترِ ارامنه دارای شهرت و محبوبیت بودند.
آرمان هوسپیان، با نام هنریِ «آرمان»، در ۱۲ فیلم که خاچیکیان کارگردانی کرده بود، به‌عنوان بازیگر نقش‌آفرینی کرد که عبارتند از:
دیوار شیشه‌ای (۱۳۵۰)، قصهٔ شب یلدا (۱۳۴۹)، من هم گریه کردم (۱۳۴۷)، عصیان (۱۳۴۵)، ضربت (۱۳۴۳)، دلهره (۱۳۴۱)، فریاد نیمه‌شب (۱۳۴۰)، طوفان در شهر ما (۱۳۳۷)، خون و شرف (۱۳۳۴)، چهارراه حوادث (۱۳۳۳)، دختری از شیراز (۱۳۳۳)، بازگشت (۱۳۳۲).

## درگذشت

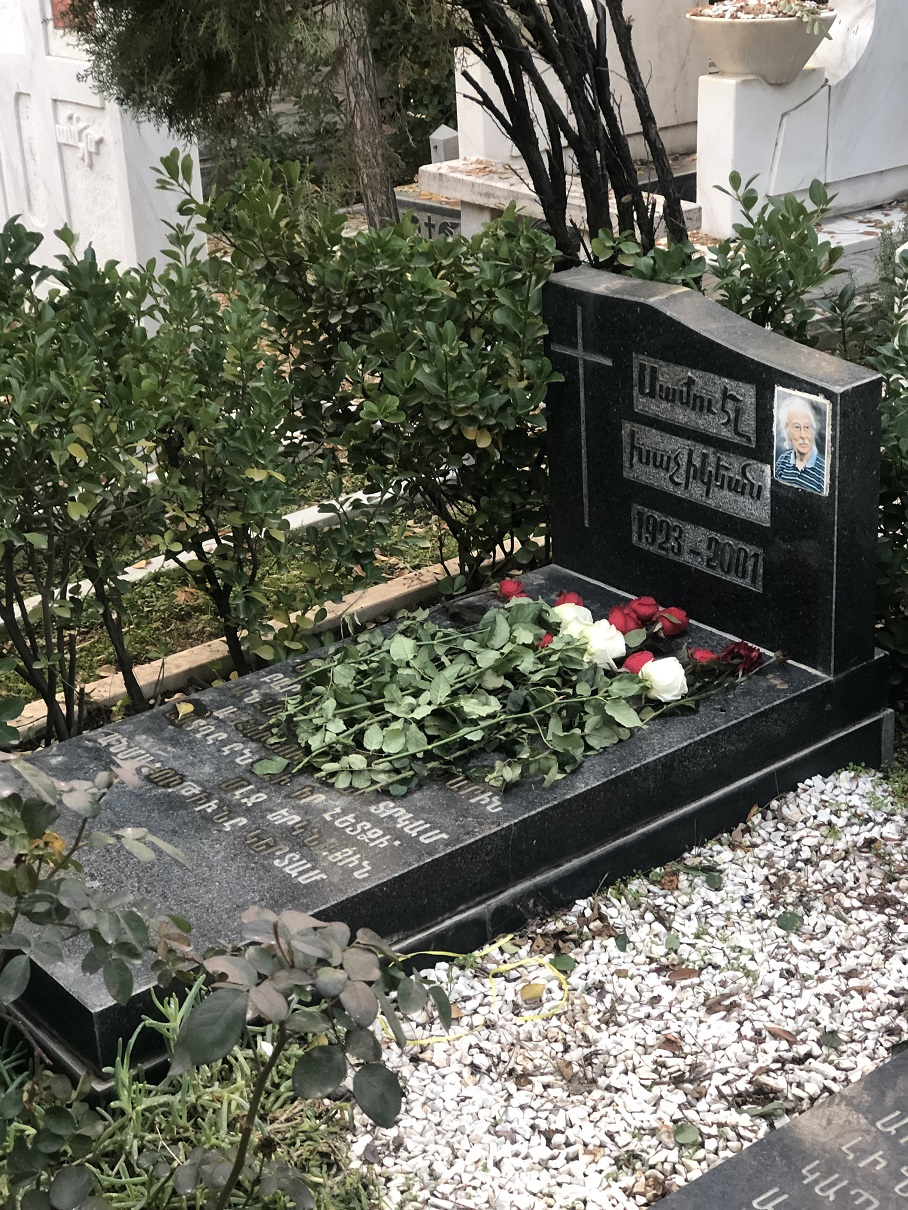
مقبره خاچیکیان در خاوران

ساموئل خاچیکیان در سال‌های آخر عمر خود از بیماری آلزایمر رنج می‌برد و به‌مدت دو ماه در بیمارستان بستری بود.
سرانجام، وی ساعت ۲ بعدازظهر روز دوشنبه ۳۰ مهر سال ۱۳۸۰، برابر با ۲۲ اکتبر ۲۰۰۱ میلادی، در ۷۸ سالگی در تهران درگذشت. پیکر وی بعدازظهر روز پنجشنبه ۳ آبان از کلیسای سرکیس مقدس تشییع و در «آرامستان بوراستان» در جادهٔ خراسان تهران به خاک سپرده شد. در مراسم خاکسپاری خاچیکیان، سفیر ارمنستان و جمع زیادی از هنرمندان سینمای ایران حضور داشتند.

## آثار هنری

### نمایش‌ها

ساموئل خاچیکیان در پشت صحنه فیلم ببر مازندران -
۱۳۴۷

یک قدم تا مرگ

خاچیکیان در مجموع نُه نمایشنامه نوشت که علاوه بر شهرهای مختلف ایران در لس آنجلس، سانفرانسیسکو و یونان اجرا شدند. نمایش‌هایی که خاچیکیان کارگردانی کرده است عبارتند از:
- سویل
- سارا
- پردهای خاکستری یا عایشه
- مونگاتا
- دختر یهود
- دادستان
- دادگاه
- محاکمه دنیا
- اوش لینی نوش لینی

## افتخارات و جوایز
ساموئل خاچیکیان در طول زندگی هنری خود افتخارات و جوایز چندی به دست آورد که از آن جمله می‌توان به موارد زیر اشاره کرد:
- بهترین کارگردان در «نخستین جشنواره فیلم‌های ایران» با عنوان «گلریزان» به خاطر فیلم چهارراه حوادث (۱۳۳۳). مراسم در ۲۸ اسفندماه سال ۱۳۳۳ برگزار شد.[۴۷]
- حضور در هشتمین جشنواره بین‌المللی فیلم برلین در سال ۱۹۵۸ با فیلم شب‌نشینی در جهنم و نامزد شدن برای دریافت خرس طلایی.[۴۸][۴۹]
- برنده جایزهٔ نخست نخستین جشنوارهٔ بین‌المللی فیلم تاشکند (شوروی سابق) در سال ۱۳۴۸ بخاطر کارگردانی فیلم ببر مازندران.[۵۰]

## فیلم‌شناسی
| ردیف | نام فیلم                | سال ساخت | کارگردان | تدوینگر | نویسنده | تهیه‌کننده | طراحصحنه | جلوه‌هایویژه | موسیقیمتن | یادداشت                          |
| ---- | ----------------------- | -------- | -------- | ------- | ------- | --------- | -------- | ----------- | --------- | -------------------------------- |
| ۱    | شک (ناتمام)             | ۱۳۸۰     | آری      | -       | آری     | آری       | آری      | -           | -         | -                                |
| ۲    | بلوف                    | ۱۳۷۲     | آری      | آری     | -       | -         | آری      | -           | -         | -                                |
| ۳    | پنجاه روز التهاب        | ۱۳۷۲     | -        | آری     | -       | -         | -        | -           | -         | -                                |
| ۴    | مردی در آینه            | ۱۳۷۰     | آری      | آری     | آری     | آری       | -        | -           | -         | -                                |
| ۵    | چاووش                   | ۱۳۶۹     | آری      | آری     | -       | -         | آری      | -           | -         | -                                |
| ۶    | شب بیست و نهم           | ۱۳۶۸     | -        | آری     | -       | -         | -        | -           | -         | -                                |
| ۷    | شکار                    | ۱۳۶۶     | -        | آری     | -       | -         | -        | -           | -         | -                                |
| ۸    | یوزپلنگ                 | ۱۳۶۴     | آری      | آری     | -       | -         | -        | -           | -         | -                                |
| ۹    | عقاب‌ها                  | ۱۳۶۳     | آری      | آری     | -       | -         | -        | -           | -         | -                                |
| ۱۰   | بالاش۱                  | ۱۳۶۲     | -        | آری     | -       | -         | -        | -           | -         | -                                |
| ۱۱   | پیکرتراش از عوج تا اوج۲ | ۱۳۶۰     | -        | آری     | -       | -         | -        | -           | -         | -                                |
| ۱۲   | عفریت۲                  | ۱۳۶۱     | -        | آری     | -       | -         | -        | -           | -         | -                                |
| ۱۳   | انفجار۲                 | ۱۳۵۸     | آری      | آری     | آری     | -         | آری      | -           | -         | -                                |
| ۱۴   | کوسه جنوب               | ۱۳۵۶     | آری      | آری     | -       | -         | -        | آری         | -         | -                                |
| ۱۵   | اضطراب                  | ۱۳۵۴     | آری      | آری     | -       | آری       | -        | -           | -         | -                                |
| ۱۶   | مرگ در باران            | ۱۳۵۳     | آری      | آری     | -       | آری       | -        | -           | -         | -                                |
| ۱۷   | جعفر جنی و محبوبه‌اش     | ۱۳۵۲     | -        | -       | -       | آری       | -        | -           | -         | -                                |
| ۱۸   | معشوقه                  | ۱۳۵۲     | -        | -       | -       | آری       | -        | -           | -         | -                                |
| ۱۹   | بوسه بر لب‌های خونین     | ۱۳۵۲     | آری      | آری     | آری     | آری       | -        | -           | -         | -                                |
| ۲۰   | دیوار شیشه‌ای            | ۱۳۵۰     | آری      | آری     | آری     | آری       | -        | -           | انتخاب    | -                                |
| ۲۱   | قصه شب یلدا             | ۱۳۴۹     | آری      | آری     | آری     | آری       | -        | -           | -         | -                                |
| ۲۲   | نعره طوفان              | ۱۳۴۷     | آری      | آری     | -       | -         | -        | -           | -         | -                                |
| ۲۳   | جهنم سفید               | ۱۳۴۷     | آری      | آری     | آری     | -         | -        | -           | -         | -                                |
| ۲۴   | هنگامه                  | ۱۳۴۷     | آری      | آری     | آری     | -         | -        | -           | -         | -                                |
| ۲۵   | من هم گریه کردم         | ۱۳۴۷     | آری      | آری     | آری     | -         | -        | -           | -         | -                                |
| ۲۶   | ببر مازندران            | ۱۳۴۷     | آری      | آری     | آری     | -         | آری      | -           | -         | -                                |
| ۲۷   | خداحافظ تهران           | ۱۳۴۵     | آری      | آری     | آری     | -         | -        | -           | -         | -                                |
| ۲۸   | بی عشق هرگز             | ۱۳۴۵     | آری      | آری     | آری     | -         | -        | -           | -         | -                                |
| ۲۹   | عصیان                   | ۱۳۴۵     | آری      | آری     | آری     | -         | -        | -           | -         | -                                |
| ۳۰   | سرسام                   | ۱۳۴۴     | آری      | آری     | آری     | -         | -        | -           | -         | -                                |
| ۳۱   | ضربت۳                   | ۱۳۴۳     | آری      | آری     | آری     | -         | -        | -           | انتخاب    | یکی از دو پرفروش‌ترین فیلم‌های سال |
| ۳۲   | دلهره۴                  | ۱۳۴۱     | آری      | آری     | آری     | -         | -        | -           | تنظیم     | پرفروش‌ترین فیلم سال              |
| ۳۳   | یک قدم تا مرگ           | ۱۳۴۰     | آری      | آری     | آری     | -         | -        | -           | -         | -                                |
| ۳۴   | فریاد نیمه‌شب            | ۱۳۴۰     | آری      | آری     | آری     | -         | -        | -           | -         | پرفروش‌ترین فیلم سال              |
| ۳۵   | تپه عشق                 | ۱۳۳۸     | آری      | -       | آری     | -         | -        | -           | -         | -                                |
| ۳۶   | قاصد بهشت               | ۱۳۳۷     | آری      | -       | -       | -         | -        | -           | -         | -                                |
| ۳۷   | طوفان در شهر ما         | ۱۳۳۷     | آری      | آری     | آری     | -         | -        | -           | -         | پرفروش‌ترین فیلم سال              |
| ۳۸   | شب‌نشینی در جهنم۵        | ۱۳۳۶     | آری      | آری     | آری     | -         | آری      | آری         | -         | پرفروش‌ترین فیلم سال              |
| ۳۹   | خون و شرف               | ۱۳۳۴     | آری      |         | آری     | آری       | -        | -           | -         | -                                |
| ۴۰   | چهارراه حوادث           | ۱۳۳۳     | آری      | آری     | آری     | -         | -        | -           | -         | -                                |
| ۴۱   | دختری از شیراز          | ۱۳۳۳     | آری      | -       | آری     | -         | -        | -           | -         | پرفروش‌ترین فیلم سال              |
| ۴۲   | بازگشت                  | ۱۳۳۲     | آری      | -       | آری     | -         | -        | -           | -         | شروع فعالیت سینمایی              |

یادداشت
۱ دستیار کارگردان، ۲ نمایش داده نشد، ۳ «آقای قرن بیستم» ساخته سیامک یاسمی دیگر فیلم پرفروش سال بود، ۴ افکت، ۵: تروکاژ

## برای مطالعهٔ بیشتر
- دانش، مهرزاد. «ساموئل خاچیکیان، نخستین «ستاره/فیلمساز» ایرانی». جام‌جم. بایگانی‌شده از اصلی در ۲۶ دسامبر ۲۰۱۴. دریافت‌شده در ۳۱ اردیبهشت ۱۳۹۴.
- «بزرگداشت مرد دلهرهٔ سینمای ایران/ یک‌نفر امشب به قتل می‌رسد\». خبرگزاری مهر. دریافت‌شده در ۳۱ اردیبهشت ۱۳۹۴.
- «هفته فیلم و بزرگداشت ساموئل خاچیکیان برگزار می‌شود». همشهری‌آنلاین. ۲۹ مهر ۱۳۹۲.
- «نمایش فیلم‌های ساموئل خاچیکیان در ایتالیا». دنیای اقتصاد. ۱۹ تیر ۱۳۹۶.
- «نمایش فیلم «چهارراه حوادث» اثر ساموئل خاچیکیان». ایلنا. ۱۳۹۶.
- یوسف لطیف‌پور (۱۸ تیر ۱۳۹۶). «سینمادوستان جهان ساموئل خاچیکیان را کشف می‌کنند». بی‌بی‌سی فارسی.
- «پیشگام فیلم‌های پلیسی». دویچه‌وله. ۲۱ اکتبر ۲۰۲۰.

- Սամուել Խաչիկյան at  Avproduction.am بایگانی‌شده  در ۶ مارس ۲۰۱۶ توسط Wayback Machine
- Այվազյան, Հ. Մ. (2005). Ով ով է. հայեր (կենսագրական հանրագիտարան: Երկու հատորով). Vol. առաջին. Երևան: Հայկական հանրագիտարան հրատ.